# Conflit arabo-sioniste

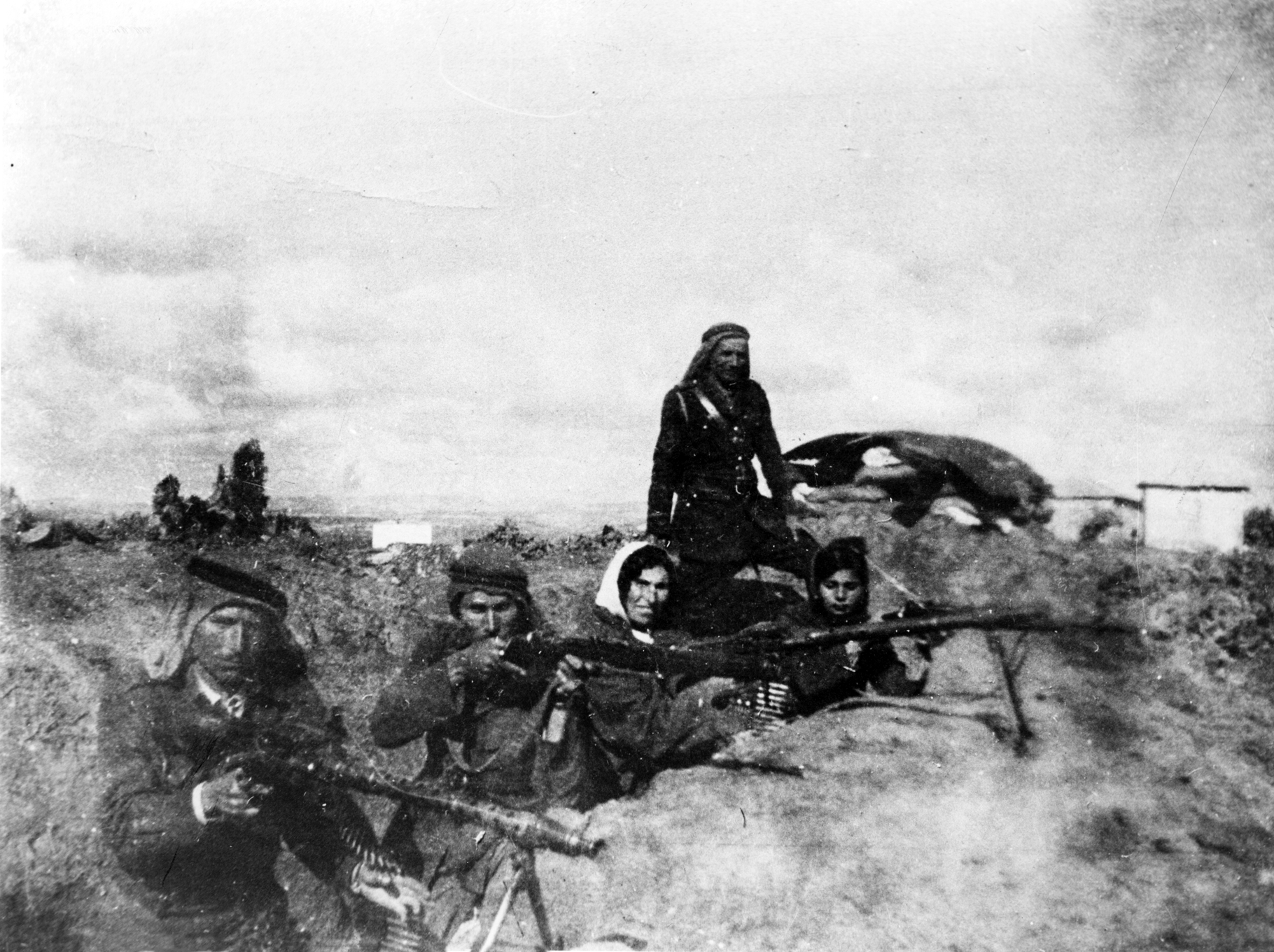
1936-1939 Révolte arabe en Palestine contre les Britanniques. Des résistants dont Fatima Khalil Ghazal.

Le conflit arabo-sioniste (également connu en tant que conflit judéo-arabe) fait référence au conflit qui oppose les nationalismes arabe palestinien et juif sioniste depuis la fin du XIXe siècle,,.
Le conflit se scinde en plusieurs phases et a des protagonistes différents selon l'époque :
- Entre 1920 et 1948, alors que la Palestine était sous contrôle britannique dans le contexte d'un mandat de la Société des Nations, il oppose les Juifs sionistes et les Arabes palestiniens dont les aspirations nationalistes sur la région sont antagonistes et inconciliables. On parle également pour cette période de conflit judéo-arabe[4].
- Après la guerre de 1948 et l'établissement d'Israël mais d'aucun État palestinien, il oppose Israël et l'ensemble du monde arabe en particulier lors des guerres de 1948, 1956, 1967, 1973 et 1982. On y fait référence en tant que conflit israélo-arabe. Un tournant important de cette période est la guerre des Six Jours en 1967 au cours de laquelle les Israéliens conquièrent l'ensemble de la Palestine historique ainsi que le Sinaï et le Plateau du Golan. Le Traité de paix israélo-égyptien de 1979, l'accord israélo-libanais du 17 mai 1983 (annulé dès 1984 par le gouvernement libanais) et le Traité de paix israélo-jordanien de 1994 mettent un terme à l'état de guerre, à l'exception de la Syrie.
- À partir de la fin des années 1980, le conflit prend une forme insurrectionnelle entre Palestiniens et Israéliens, principalement dans les territoires palestiniens occupés mais également dans les villes arabes israéliennes avec la Première intifada (1987-1993), la Seconde intifada (2000-2004), le désengagement de Gaza de 2006, puis les confrontations entre Israël et le Hamas à Gaza en 2008-2009, 2011, 2012 et 2014.